# Parg (zpěvák)
Pargev Vardanian (arménsky Պարգև Վարդանյան; * 7. června 1996 Hayravank), profesionálně známý jako Parg (stylizováno velkými písmeny), je arménský zpěvák a textař, žijící v Jerevanu. Svůj debutový singl „Ginin u grely“ vydal v roce 2021. S písní „Survivor“ reprezentoval Arménii na Eurovision Song Contest 2025.

## Mládí a kariéra
Narodil se v roce 1996 do rodiny Arménců v obci Hayravank v provincii Gegharkunik ve východní Arménii. Spolu s rodinou se v raném věku přestěhoval do ruského Volgogradu, kde navštěvoval Volgogradský státní institut divadla a filmu, který absolvoval s titulem z divadelního umění a herectví. Během studií spoluzaložil hudební skupinu The Edge Chronicles. V letech 2017 až 2019 kapela koncertovala na lokálních scénách v Arménii, Rusku, Gruzii a na Ukrajině.
V roce 2022 se Parg vrátil zpět do Arménie, v červnu téhož roku vystoupil jako předskokan francouzské zpěvačky Zaz na festivalu HAYA v Jerevanu. Od té doby se věnoval coververzím skladeb jiných umělců, například Rosy Linn, spolupracoval také se zpěvačkou Brunette.
Za videoklip ke své písni „Araj“ získal nominaci na Arménskou cenu za hudební videoklip roku 2024. Jeho singl „Kanchum em“ z téhož roku sklidil pozitivní uznání kritiky.

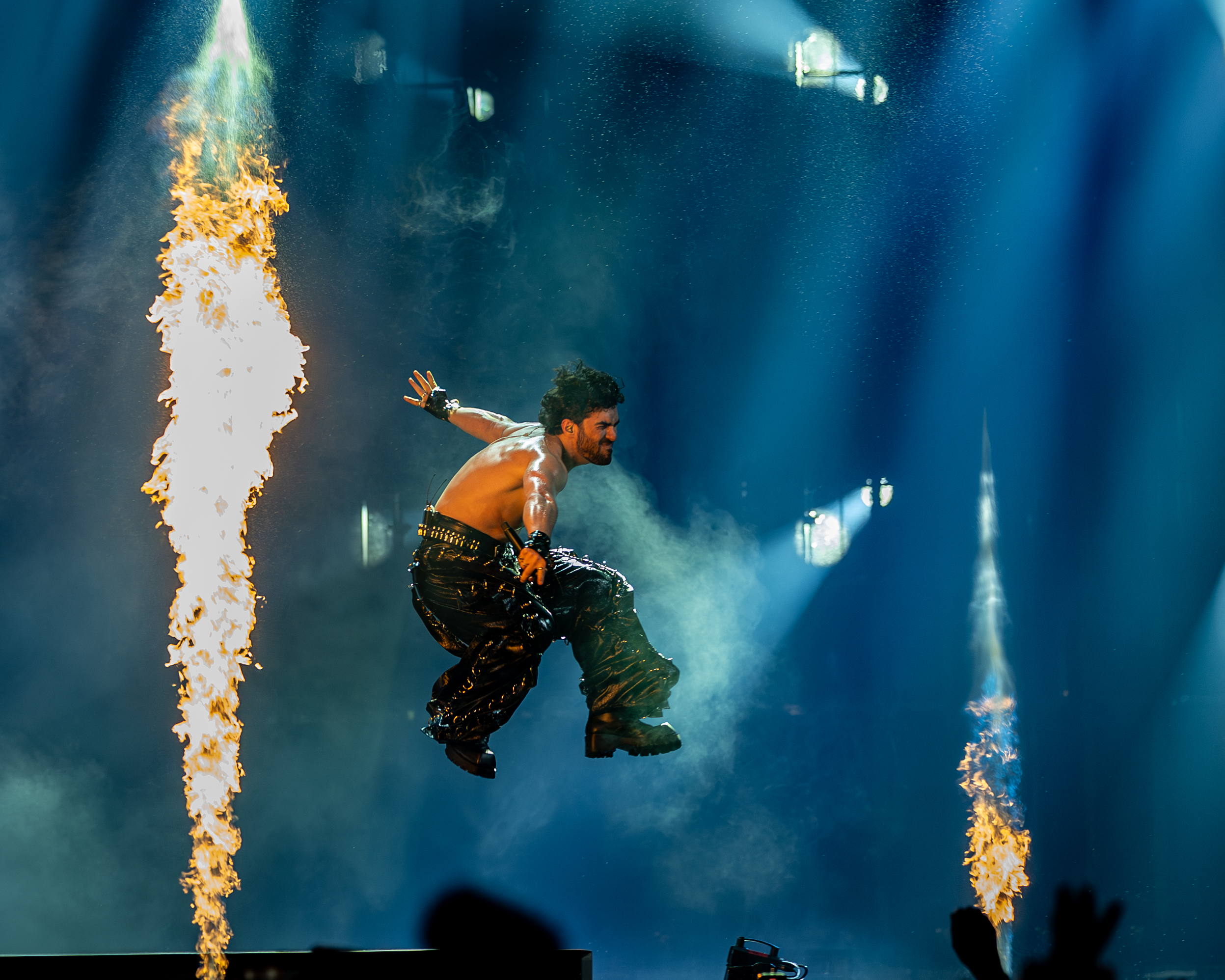
Parg při vystoupení s písní „Survivor“ na Eurovision Song Contest 2025 v Basileji

V roce 2025 se Parg zúčastnil národního kola soutěže Depi Evratesil s písní „Survivor“, kde obdržel druhý nejvyšší počet bodů od národních i mezinárodních porot a zcela zvítězil v diváckém hlasování. Soutěž nakonec vyhrál a získal tak právo reprezentovat Arménii na Eurovision Song Contest 2025 ve švýcarské Basileji. V soutěži úspěšně postoupil do finále, kde se následně umístil na celkovém 20. místě se ziskem 72 bodů.

## Osobní život
Od roku 2024 je ženatý s Nanou Vardanyanovou.

## Diskografie

### EP
- 2023: Theatre Session (Live Edition)[15]

### Singly
- 2020: „Tell Me“
- 2020: „Sareri hovin mernem“
- 2021: „Kuzes“
- 2021: „Ginin u grely“
- 2022: „Snap“ (coververze písně Rosy Linn; obsahuje sólo s J-Marinem)
- 2023: „Araj“
- 2024: „Arev es“ (s Brunette)
- 2024: „Qo mot“
- 2024: „Kanchum em“
- 2024: „Es nor tarin“
- 2025: „Survivor“